# Nirvana (álbum de Inna)
Nirvana es el quinto álbum de estudio de la cantante rumana Inna, lanzado el 11 de diciembre de 2017 por Global Records y UMG en conjunto con la cadena de supermercados Lidl. Para este disco, ella colaboró con varios productores, entre ellos Marcel Botezan, Sebastian Barac, Thomas Troelsen, Alex Cotoi y Vlad Lucan. Fue grabado en su totalidad en los estudios de Global Records en Bucarest, Rumania. Nirvana ha sido descrito como un álbum pop, con influencias que van desde la música EDM, el reguetón y el R&B hasta la música latina y tropical.
Tras su lanzamiento, el álbum ha recibido reseñas positivas por parte de los críticos de música, quienes elogiaron a Inna por mostrar su versatilidad como artista, mientras que otros criticaron algunas canciones por carecer de innovación; similar a su material anterior. Para promover Nirvana, tres sencillos, «Gimme Gimme», «Ruleta» y «Nirvana», fueron lanzados en 2017, logrando éxito comercial en algunos países europeos.

## Antecedentes
En abril de 2017, se anunció que Inna estaba trabajando con el DJ español Sak Noel, que previamente había remezclado su sencillo «Gimme Gimme» (2016). Las publicaciones también informaron que la cantante estaba trabajando en un próximo quinto álbum de estudio con el productor David Ciente y la cantante Irina Rimes, respectivamente. El 23 de noviembre de 2017, el título del disco y su portada se dieron a conocer durante una publicación en la cuenta oficial de Inna en Instagram. Durante una publicación en su blog, Inna explicó el nombre del disco: 
«Nirvana para mí tiene un significado muy simple. Significa 'cool', ¡porque mi nuevo álbum es reeeealmente genial! [...] Mi Nirvana es mi familia y mi equipo, cuando [...] actúo en el escenario y veo sus caras felices, [y] la música y la gente feliz. Mi esperanza para este álbum es ayudarte a encontrar alegría y tranquilidad en este caos llamado vida. ¡Aunque sea solo un poquito! Eso es Nirvana!»
Entre los productores de Nirvana incluyen a Marcel Botezan, Sebastian Barac, Thomas Troelsen, Alex Cotoi y Vlad Lucan. Fue grabado en su totalidad en los estudios de Global Records en Bucarest, Rumania. La lista de canciones del álbum se reveló a través de Facebook el 27 de noviembre de 2017. Nirvana fue lanzado en Rumania el 11 de diciembre de 2017 por Global Records y UMG, junto con la cadena de supermercados Lidl. La edición japonesa del álbum se estrenó en septiembre de 2018, y también incluye la colaboración de Inna con Alexandra Stan y Daddy Yankee, «We Wanna» (2015). En 2020, la intérprete estrenó la edición completa del disco a través de SoundCloud, que incluye los sencillos «Heaven» (2016) y «No Help» (2018), así como el sencillo promocional, «Say It with Your Body» (2016).

## Composición
Nirvana es un álbum de pop. Empieza con la colaboración de Inna con el cantante rumano Erik en «Ruleta», que es una canción EDM en inglés y español, con influencias del reguetón con toques de música india y caribeña. La segunda pista, «Gimme Gimme», es una canción pop con influencias de la música gitana e india. Una porción de la canción del grupo británico Touch and Go, «Would you ...?» (1998), fue usada para la tercera pista del álbum, «My Dreams». «Tropical», la cuarta canción de Nirvana, presenta una trompeta en su instrumentación junto con voces masculinas sin acreditar acompañadas con música reggae. Jonathan Currinn de CelebMix señaló la canción como una de las más destacadas del álbum.
Partes de la canción del pop tropical «Hands Up» muestran la voz en falsetto de Inna, y sus letras abarcan temas de amor y contienen varias metáforas, mientras que «Nirvana» es una canción club con influencia latina acompañada con una porción de rap entregada en español durante su coro. La canción con elementos de R&B, «Don't Mind», presenta letras tanto en inglés como en español, y es sucedida por «Lights», una pista con influencias de la música africana. Currinn escribió que la canción le permitió a Inna mostrar su versatilidad como artista. Comparó «Lights» con «La Fuega» de la artista rumana Alexandra Stan de su tercer álbum de estudio Alesta (2016), escribiendo: «[será] una canción polarizada; a algunas personas les encantará, algunas personas la odiaran.» Raluca Chirilă de InfoMusic consideró la pista para un lanzamiento único e independiente. Nirvana termina con la canción de pop tropical «Dream About the Ocean», que «tiene un estilo de ola oceánica» y cuyas letras tratan sobre la confianza con uno mismo, y las baladas en idioma rumano «Nota de plată», con el proyecto rumano The Motans, «Cum ar fi?» y «Tu și eu», con la banda moldava Carla's Dreams.

## Recepción
Tras su lanzamiento, Nirvana ha recibido reseñas generalmente positivas por parte de los críticos de música. Currinn de CelebMix le dio una crítica positiva y pensó que «cada pista es asombrosa pero diferente en sí misma». Continuó comparando la pista del álbum «Hands Up» con «Endless» (2011), «Nirvana» con «Bop Bop» (2015) y «Heaven» (2016), «Don't Mind» con el material de la cantante barbadense Rihanna, y «Dream About the Ocean» con «Walking on the Sun», canción de Inna de su álbum de estudio homónimo. Currinn elogió a la mayoría del material del disco como aspectos destacados, y concluyó: «Este álbum es completo; es una gran colección de pistas, que realmente muestran la versatilidad de Inna como artista. Ella realmente aturde a todos». Un editor del sitio web francés Just Focus elogió las pistas del álbum, seleccionando algunas de ellas como destacables, aunque criticó la falta de originalidad de otras canciones, escribiendo: «El resto es verdaderamente material reciclado de los trabajos antiguos de Inna sin ninguna originalidad. Este es el momento de evolucionar, como lo hacen la mayoría de los artistas ahora, incluyendo a Lady Gaga, Rihanna, Kesha, etc. La música de Inna siempre será bienvenida, pero su uso de la misma fórmula no es suficiente, especialmente en un período actual en el que los artistas se centran más en la innovación».

## Promoción
Tres sencillos precedieron a Nirvana en 2017 («Gimme Gimme», «Ruleta» y «Nirvana») al éxito comercial en países de Europa, incluyendo Rumania y Turquía. «Ruleta» notablemente alcanzó el puesto número tres en su país natal, el número uno en Lituania, y el número cinco en Turquía. Mientras que «Gimme Gimme» apareció en el top 20 en Rumania, y «Nirvana» en el top 5 y el top 10 en Turquía Inna también ha sido incluida como artista invitada en las pistas del 2017 «Tu și eu» por Carla's Dreams, y «Nota de plată» por The Motans, que también fueron incluidas en Nirvana, junto al sencillo promocional del 2016 «Cum ar fi?». Todos los lanzamientos mencionados alcanzaron el top 60 en Rumania. Las canciones «Don't Mind», «Tropical», «Hands Up», «My Dreams», «Dream About the Ocean» y «Lights» estuvieron a su disposición para su descarga digital como sencillos promocionales a partir de diciembre de 2017

## Lista de canciones
| Edición internacional |                                       |                                                                     | |          |  |
| N.º                   | Título                                | Escritor(es)                                                        | Productor(es)                                                                                                  | Duración |  |
| 1.                    | «Ruleta» (con Erick)                  | Elena Alexandra Apostoleanu Erik Tchatchoua Breyan Isaac Marius Dia | Sebastian Barac Marcel Botezan David Ciente                                                                    | 3:18     |  |
| 2.                    | «Gimme Gimme»                         | Apostoleanu Isaac Elena Luminița Vasile                             | Barac Botezan Ciente                                                                                           | 2:57     |  |
| 3.                    | «My Dreams»                           | Thomas Troelsen Ali Tamposi Sam Martin                              | Vlad-Octavian Lucan James Neil Lynch Martin Alexander Graham Patrick Wills Fleming Troelsen David Lowe Tamposi | 3:11     |  |
| 4.                    | «Tropical»                            | Rico Greene Anouk Hendriks                                          | Mo Alitou Joel MacDonald                                                                                       | 3:14     |  |
| 5.                    | «Hands Up»                            | Annalisa Morelli Alina Smith                                        | Barac Botezan Jens Siversted Jonas Wallin Noonie Bao Wyclef Jean                                               | 3:04     |  |
| 6.                    | «Nirvana»                             | Apostoleanu Troelsen                                                | Barac Botezan Ciente Lucan Troelsen                                                                            | 3:14     |  |
| 7.                    | «Don't Mind»                          | Apostoleanu Isaac                                                   | Barac Botezan Ciente                                                                                           | 3:14     |  |
| 8.                    | «Lights»                              | Apostoleanu Paris Jones                                             | Ciente Barac Botezan                                                                                           | 2:33     |  |
| 9.                    | «Dream About the Ocean»               | Apostoleanu Luisa-Ionela Luca                                       | Costantin Bodea Alexandru Cotoi Luca                                                                           | 3:12     |  |
| 10.                   | «Nota de plată» (The Motans con Inna) | Irina Rimes Denis Roabes                                            | Rimes Roables Damian Rusu Cotoi Bodea                                                                          | 3:15     |  |
| 11.                   | «Cum ar fi?»                          | Apostoleanu Rimes                                                   | Cotoi Constantin Sava                                                                                          | 3:19     |  |
| 12.                   | «Tu și eu» (Carla's Dreams con Inna)  | Carla's Dreams Cotoi                                                | Carla's Dreams Cotoi                                                                                           | 3:11     |  |

| Edición japonesa |                                                |                                                      |                   |          |  |
| N.º              | Título                                         | Escritor(es)                                         | Productor(es)     | Duración |  |
| 10.              | «We Wanna» (con Alexandra Stan y Daddy Yankee) | Andreas Schuller Jacob Luttrell Troelsen Ramon Ayala | Schuller Troelsen | 3:53     |  |
| 11.              | «Ruleta» (Remezcla de Depierro)                |                                                      |                   | 3:20     |  |
| 12.              | «Nirvana» (Remezcla de Asher)                  |                                                      |                   | 3:39     |  |

| Edición Completa 2020 |                         |          |  |
| N.º                   | Título                  | Duración |  |
| 13.                   | «Heaven»                | 3:28     |  |
| 14.                   | «Say It with Your Body» | 3:02     |  |
| 15.                   | «No Help»               | 3:03     |  |

Créditos
- «My Dreams» contiene elementos de «Would You...?» de la banda británica Touch and Go, escrita por David Lowe y producida por Lowe y Phil Cross.

## Lanzamiento
| Región  | Fecha                    | Formato          | Discográfica |
| ------- | ------------------------ | ---------------- | ------------ |
| Rumania | 11 de diciembre de 2017  | CD               | Global • UMG |
| Mundo   | 11 de diciembre de 2017  | Descarga digital | Global       |
| Japón   | 26 de septiembre de 2018 | Descarga digital | Global       |